# まいん (作家)
まいんは、日本の小説家、ライトノベル作家。

## 来歴
小説家になろうで複数の連載を持ち、商業小説化された『二度目の人生を異世界で』と『食い詰め傭兵の幻想奇譚』がコミカライズされている。

2018年5月後半から6月上旬頃に、同年秋からのテレビアニメ化が決定していた『二度目の人生を異世界で』について、作中の表現及び原作者まいんの過去のツイッターでの中国や韓国への差別的な発言が騒動になった。まいんは6月5日にツイッターで発言を謝罪し、出版元のホビージャパンも同6日にツイートは不適切な内容だったと発表して、同作についても一部の表現に問題があったことなどのために出荷を停止した。アニメ版に出演予定だった声優達も降板を表明し、アニメ製作委員会も公式サイトで製作と放送の中止を発表した。
2020年11月27日頃に小説家になろうから退会した。

## 作品

### 小説
- 二度目の人生を異世界で（『HJノベルス』ホビージャパン、イラスト：かぼちゃ、既刊18巻）
- 食い詰め傭兵の幻想奇譚（『HJノベルズ』ホビージャパン、イラスト：peroshi、既刊15巻）
  1. 2017年3月23日 ISBN 978-4-7986-1416-8
  2. 2017年6月22日 ISBN 978-4-7986-1470-0
  3. 2017年9月22日 ISBN 978-4-7986-1531-8
  4. 2017年12月22日 ISBN 978-4-7986-1594-3
  5. 2018年3月22日 ISBN 978-4-7986-1652-0
  6. 2018年6月22日 ISBN 978-4-7986-1712-1
  7. 2018年10月23日 ISBN 978-4-7986-1795-4
  8. 2019年1月25日 ISBN 978-4-7986-1845-6
  9. 2019年4月23日 ISBN 978-4-7986-1909-5
  10. 2019年8月24日 ISBN 978-4-7986-1981-1
  11. 2019年11月22日 ISBN 978-4-7986-2051-0
  12. 2020年2月22日 ISBN 978-4-7986-2125-8
  13. 2020年5月23日 ISBN 978-4-7986-2211-8
  14. 2020年8月22日 ISBN 978-4-7986-2288-0
  15. 2020年11月21日 ISBN 978-4-7986-2348-1

### 漫画
- 二度目の人生を異世界で（キャラクター原案：かぼちゃ、漫画：安房さとる、全10巻）
- 食い詰め傭兵の幻想奇譚（キャラクター原案：peroshi、漫画：池宮アレア、既刊4巻）
  1. 2019年1月26日 ISBN 978-4-7986-1849-4
  2. 2020年1月27日 ISBN 978-4-7986-2110-4
  3. 2021年3月1日 ISBN 978-4-7986-2429-7
  4. 2022年12月28日 ISBN 978-4-7986-3046-5